# COSAG

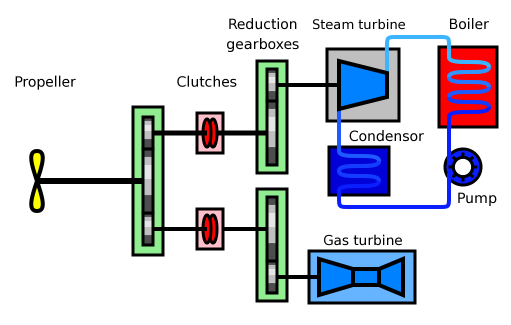
COSAG

COSAG(COmbined Steam And Gas turbine)이란 증기 터빈과 가스터빈을 조합한 복합 추진 방식이다.
저속 순항시에는 증기 터빈에 의한 항해를 하고 고속 항행시에는 가스터빈을 병용하는 방식이다.
가스터빈은 저속·순항시의 효율이 나빠 이런 방식이 채택되었다. 그러나 저속 순항시용 기관은 증기 터빈보다 디젤 엔진 쪽이 효율이 더 높다. 또 증기 터빈은 휘발성이 높은 연료와 궁합이 나빠 가스터빈과 연료를 통일한 경우에 문제가 된다. 그래서 채용 사례는 적다.

## 채용 사례
- 영국 해군
  - 카운티급 구축함
  -  82형 구축함
  - 81형 프리깃

## 같이 보기
- 증기 터빈
- 가스터빈